# 2013 год в науке

## События
- 15 февраля
  - Над Челябинской областью взорвалось небесное тело, предположительно метеороид, в результате чего имеются многочисленные разрушения, за медпомощью обратились 1552 человека[1][2].
  - Астероид 2012 DA14 пролетел рядом с Землёй на максимально близком от неё расстоянии — 27, 7 тыс. км[3].
- 10 мая — кольцеобразное солнечное затмение наблюдали в Австралии и Океании[4].

## Достижения
- Выложены в открытый доступ результаты исследования полного генома неандертальца[5][6][7][8].

### Январь
- 2 января
  - Опубликована работа, в которой говорится об открытии массивных потоков вещества в системе HD 142527[9].
  - В двух планетных системах обнаружены сразу три «суперземли» в зонах обитаемости[10][11] (англ.).
  - LG Electronics выпустила на рынок первый телевизор на основе органических светодиодов. Экраны на основе органических диодов более тонкие, более эффективные и способны показывать изображение с большим разрешением, чем распространённые жидкокристаллические и плазменные[12][13].

- 3 января

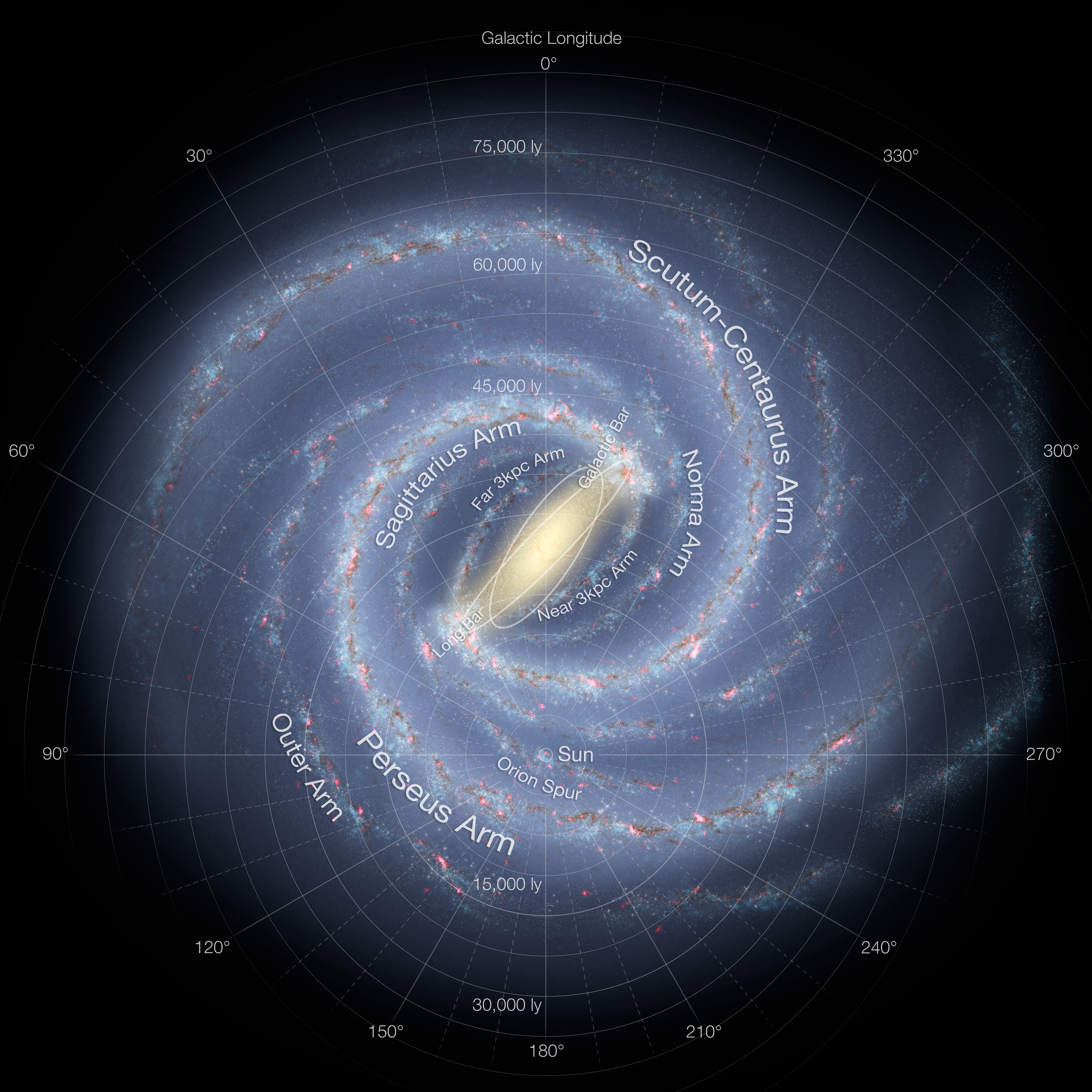
В исследовании астрономов Калифорнийского технологического института объявлено о наличии как минимум одной планеты у каждой звезды нашей галактики.

  - Опубликована статья об открытии целой группы карликовых галактик в Галактике Андромеды, обращающихся в одной плоскости[14].
  - В исследовании астрономов Калифорнийского технологического института объявлено о наличии как минимум одной планеты у каждой звезды нашей галактики[15].
  - На основе калия создан квантовый газ, который с помощью луча лазера и магнитного поля может быть доведён до отрицательной абсолютной температуры. При таких температурах вещество демонстрирует ранее неизвестные свойства[16][17][18].
- 4 января
  - В Великобритании успешно проведена первая в мире операция по пересадке руки[19][20].
  - Тойота демонстрирует беспилотный автомобиль, способный реагировать на окружающую обстановку, следить за состоянием водителя и взаимодействовать с другими транспортными средствами[21][22].
- 6 января
  - Британские учёные успешно вылечили мышей от слепоты при помощи инъекции светочувствительных клеток. После дополнительных тестов, такая методика может быть использована для лечения людей, страдающих от пигментного ретинита.[23][24]
  - В Китае ускоряется внедрение промышленных роботов, каждый год количество введённых в эксплуатацию роботов увеличивается на 10 процентов[25][26].
  - Астрономы из Гарвард-Смитсоновского центра астрофизики доложили о том, что в галактике Млечный Путь находится не менее 17 миллиардов экзопланет в обитаемой зоне[27][28].

- 8 января

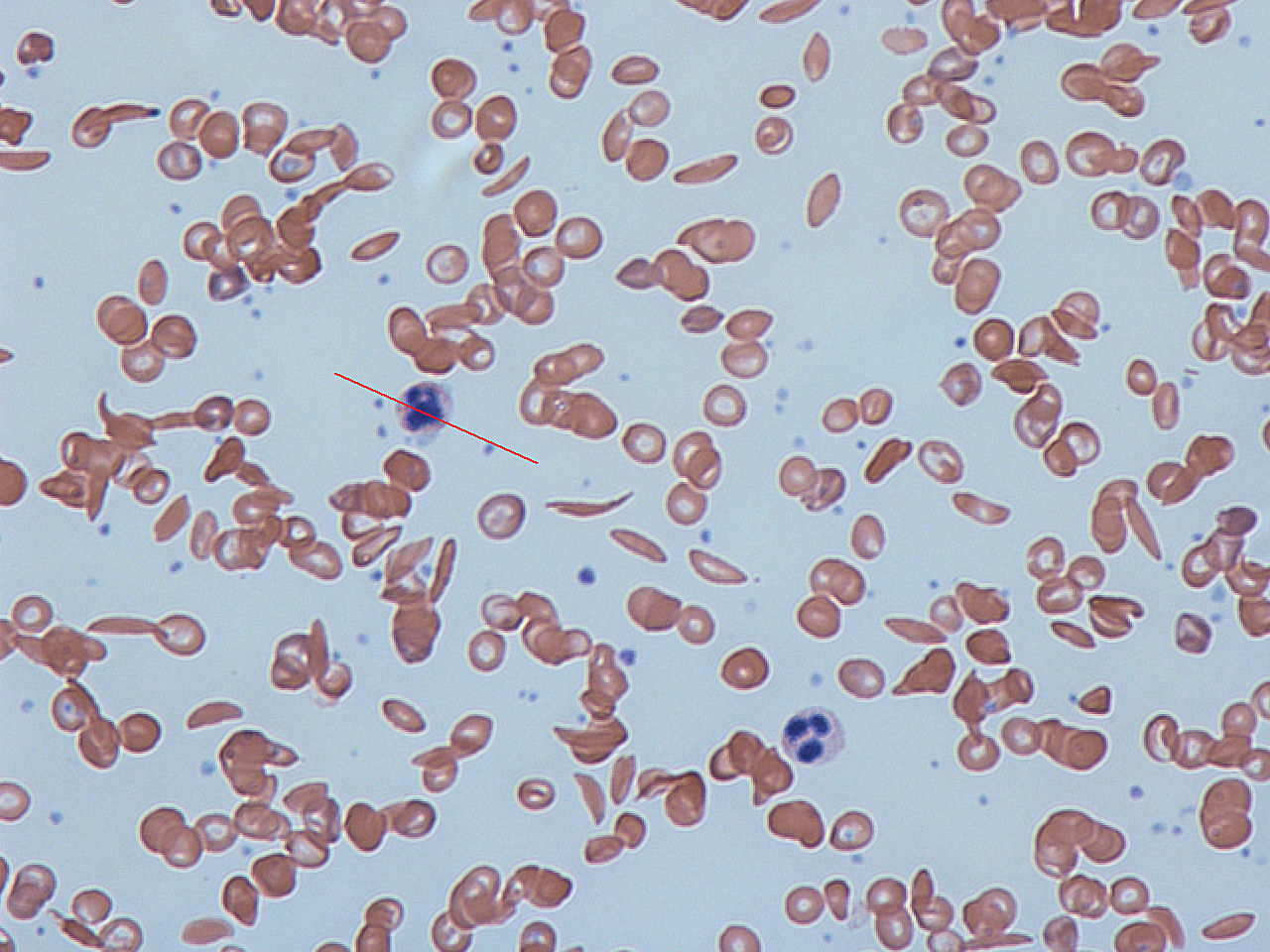
9 января 2013: учёные испытывают новый метод лечения рака, основанный на использовании серповидных эритроцитов, которые убивают опухоль, оставляя её без кровоснабжения.

  - В Лас-Вегасе (штат Невада) открылась Международная выставка потребительской электроники. Среди представленных новинок гибкие планшеты, основанные на органических светодиодах, беспилотные автомобили, медицинские устройства телеприсутствия, телевизоры сверхвысокой чёткости (UHDTV) и высокоэффективные микросхемы[29][30][31][32][33][34].
  - Германская компания Рейнметалл успешно продемонстрировала высокомощный боевой лазер, способный в полёте уничтожать беспилотные летательные аппараты и способный пробивать сталь с расстояния в 1 километр даже в сложных погодных условиях[35][36][37][38].
  - Американские астрономы объявили об открытии семи новых экзокомет — это количество более чем вдвое превышает число ранее известных. Экзокометы были открыты с помощью телескопа обсерватории Макдональда в штате Техас[39][40].
  - Астрономы, работающие с данными, полученными телескопом Кеплер, объявили об открытии KOI-172.02, экзопланеты, похожей на Землю, обращающейся вокруг звезды, подобной Солнцу в обитаемой зоне, на которой может существовать внеземная жизнь[41][42].
- 9 января
  - Ингибитор гамма-секретазы, который ранее испытывался в качестве лекарства от болезни Альцгеймера показал регенеративный эффект на волосковые клетки внутреннего уха, который, вероятно, может быть использован для эффективного лечения глухоты[43][44].
  - С помощью телескопа Хаббл открыта самая удалённая сверхновая звезда на расстоянии около 10 миллиардов световых лет[45][46][47][48].
  - Врачи-исследователи утверждают, что серповидные эритроциты могут быть использованы для борьбы со опухолями, устойчивыми к химиотерапии. Серповидные эритроциты истощают опухоль, оставляя её без кровоснабжения[49][50][51].
  - Британские и канадские учёные создали планшет, столь же тонкий и гибкий, как бумага[52][53][54].
- 10 января
  - Российскими учёными получен первый керн длиной 2 метра из подлёдного антарктического озера Восток[55].
  - Первое судно из нового класса атомных подводных лодок поступило на службу в Военно-Морской Флот Российской Федерации. В подводной лодке присутствует встроенная спасательная капсула, позволяющая команде выжить при критических повреждениях корпуса[56][57].
  - Американская компания выпустила охотничье ружьё, которое использует компьютеризованный прицел, программа прицеливания и лазерные дальномеры, которые обеспечивают высокую точность даже в руках неопытного стрелка. Также ружьё оборудовано точкой Wi-Fi и способно записывать историю выстрелов, что позволит правоохранительным организациям отслеживать его использование[58][59][60].
- 11 января
  - Американские астрономы определили, что галактика NGC 6872 является крупнейшей спиральной галактикой из известных на данный момент науке[61].
  - Химики из университета Манчестера разработали функциональную молекулярную машину размером в несколько нанометров, способную собирать сложные молекулярные структуры подобно рибосоме. Изобретение может быть использовано для точного синтеза новых лекарств и полимеров[62][63][64][65].
  - Астрономы открыли удалённый кластер сверхмассивных квазаров, который являются самыми яркими и самыми удалёнными структурами в известной вселенной и находятся на расстоянии около четырёх миллиардов световых лет[66][67].
  - Новые точные наблюдения астероида (99942) Апофис показали, что астероид в 2036 году не столкнётся с Землёй, что противоречит ранним расчётам его траектории[68][69].
  - Учёные разработали прибор, подобный алкотестеру, способный быстро и точно диагностировать инфекции лёгких[70][71].
- 13 января — врачи из штата Массачусетс изобрели медицинский сканер размером с таблетку, позволяющий просканировать пищевод на предмет болезней[72][73].
- 20 января — опубликована статья, в которой британские учёные объявили об открытии функциональной четырёхспиральной формы ДНК человека[74].
- 22 января — опубликована работа показывающая, что древний человек[англ.], чьи останки были обнаружены в китайской пещере Тяньюань, по генетическому коду близок к индейцам и некоторым азиатским народам[75].
- 25 января — математики из распределённого проекта по поиску простых чисел GIMPS объявили об обнаружении 48-го простого числа Мерсенна {\displaystyle 2^{57885161}-1}, которое содержит 17 425 170 цифр в десятичной записи и является самым большим известным простым числом[76].

### Февраль
- 4 февраля — эксперты-генетики из Университета Лестера объявили, что образцы ДНК, извлечённые из древних костей, найденных в ходе раскопок[англ.] в городе Лестере, действительно принадлежат английскому королю Ричарду III[77].
- 12 февраля — перуанские археологи объявили об открытии одного из самых древних (возрастом около 5000 лет) храмов в мире — в Эль-Параисо[англ.][78].
- 14 февраля — Большой адронный коллайдер остановлен для планового апгрейда ускорителя и детекторов. К концу 2014 года ожидается рост энергии ускоряемых пучков протонов с 4 до 6.5-7 ТэВ[79].
- 19 февраля — уточнена дата создания палеолитической статуи человекольва: её изваяли 40 тысяч лет назад. Таким образом, она стала самой древней статуей, известной на данный момент науке[80].
- 20 февраля — объявлено об открытии телескопом Кеплер рекордно малой экзопланеты Kepler-37 b. По размерам она чуть больше Луны[81].
- 28 февраля
  - Астрономы из ЕКА анонсировали открытие формирующейся планеты в системе HD 100546 с помощью прямого метода наблюдения[82].
  - С помощью спутников Van Allen Probes у Земли открыт третий радиационный пояс[83].

### Март

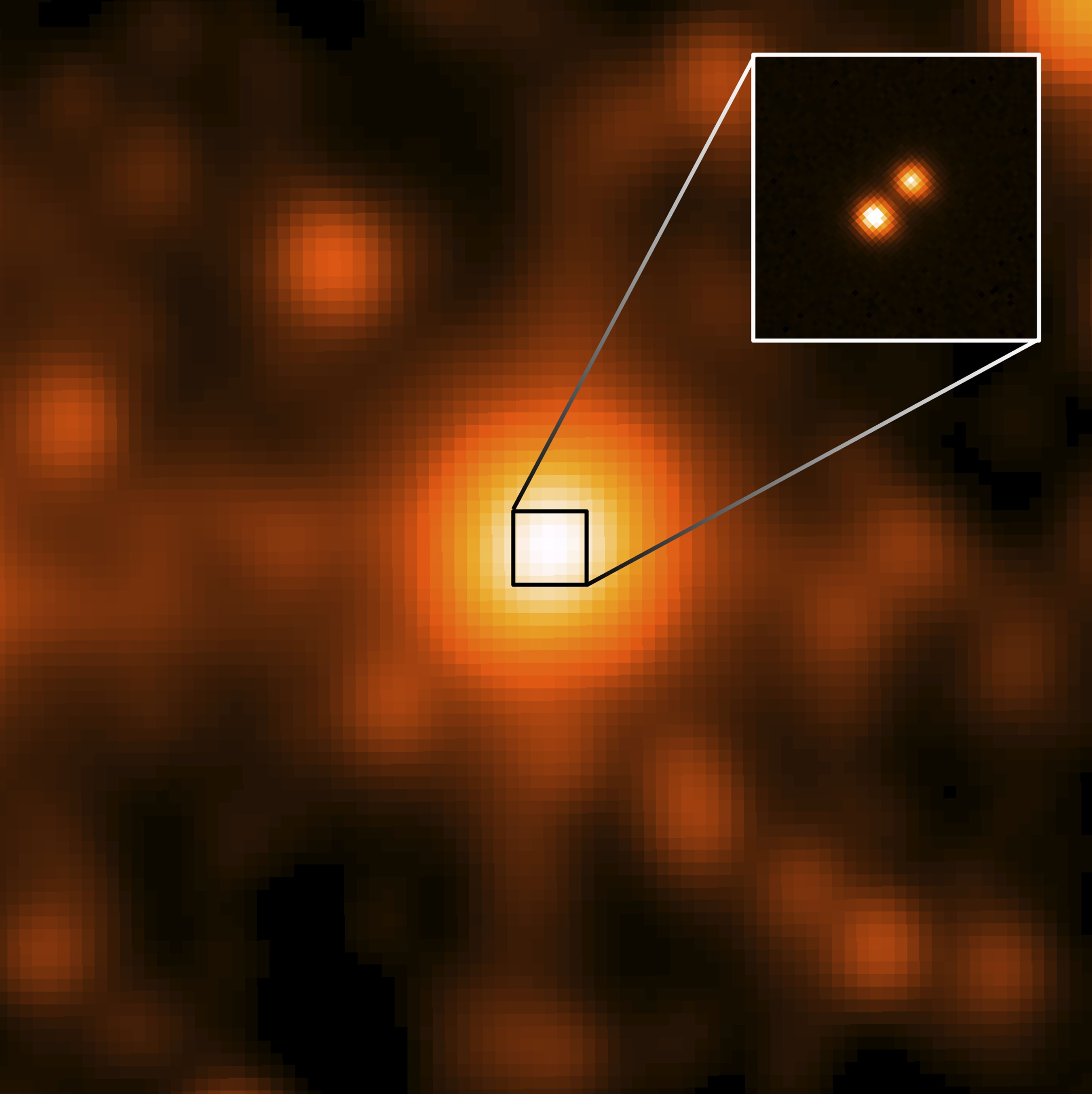
Коричневые карлики WISE 1049-5319.

- 3 марта — американские учёные из Университета Джонса Хопкинса объявили, что им удалось вылечить ребёнка, рождённого с ВИЧ[84].
- 5 марта — российским учёным с помощью проекта «РадиоАстрон» удалось установить рекорд по угловому разрешению — в 40 микросекунд дуги[85].
- 6 марта
  - Измерено точное расстояние до соседней галактики Большое Магелланово Облако; оно составляет 163 тысячи световых лет[86].
  - В проекте добровольных распределённых вычислений SAT@home открыты 8 пар ортогональных диагональных латинских квадратов порядка 10[87].
- 7 марта
  - Исследование образцов воды, полученных в мае 2012 года из антарктического озера Восток, показало, что в нём обитают бактерии, которые нельзя отнести ни к одному из известных подцарств бактерий[88]
  - Палеогенетики показали, что открытие новой гаплогруппы Y-хромосом увеличивает возраст Y-хромосомного Адама до 338 тысяч лет[89]
- 10 марта
  - Учёными Университета штата Пенсильвания открыта система коричневых карликов WISE 1049-5319, оказавшаяся третьей по удалённости от Земли[90].
  - В проекте добровольных распределённых вычислений PrimeGrid открыто простое число Прота 183×21747660+1 (526 101 цифра)[91]
- 13 марта:
  - В чилийской пустыне Атакама запущен самый мощный телескоп на планете[92].
  - С помощью телескопа ALMA удалось обнаружить самые древние частицы воды и уточнить ориентировочную дату начала процесса звездообразования во Вселенной[93].
  - Швеция решила построить свой собственный ускоритель частиц[94].
- 17 марта
  - Учёные обнаружили на дне Марианской впадины колонии бактерий, которые значительно влияют на океанский углеродный цикл[95].
  - В ОАЭ запущена самая крупная в мире солнечная электростанция Шамс-1 (Солнце-1)[96].
- 19 марта — космический телескоп Гершель сфотографировал самые молодые (возрастом около 25 тысяч лет) звёзды, известные науке[97].
- 20 марта — девятилетняя девочка обнаружила ранее неизвестный вид птерозавра, который был назван в её честь — Vectidraco daisymorrisae[98].
- 21 марта — ЕКА представило уточнённую карту реликтового излучения, составленную с помощью космического телескопа «Планк»[99].

### Апрель
- 4 апреля — орбитальный телескоп «Хаббл» зарегистрировал самую далёкую вспышку сверхновой, известную науке на сегодняшний день. Она находится на расстоянии около 10 млрд световых лет от Земли, и получила наименование в честь американского президента Вудро Вильсона — SN Wilson[100].
- 9 апреля — в России начато строительство самого мощного суперкомпьютера в Европе[101].
- 11 апреля — в Nature опубликована статья о результатах исследования обнаруженных в Китае самых ранних эмбрионов завроподоморфов[102].
- 13 апреля — подписаны документы о начале строительства на Гавайях самого большого телескопа в мире стоимостью 1 млрд долларов[103].
- 14 апреля — американским учёным удалось успешно пересадить крысе биоинженерную почку[104].
- 29 апреля — закончился срок эксплуатации космической обсерватории «Гершель»[105][106].

### Май
- 1 мая — США успешно испытали гиперзвуковую ракету X-51A Waverider[107].
- 3 мая — телескоп NuSTAR смог засечь активность чёрной дыры в центре Млечного Пути[108].
- 7 мая — на орбиту выведен первый эстонский спутник ESTCube-1, целью которого является создание и исследование электрического паруса[109][110].
- 13 мая
  - В проекте добровольных распределённых вычислений PrimeGrid открыто простое число Прота 57×22747499+1 (827 082 цифры)[111].
  - Решена одна из старейших и сложнейших математических задач[112][113].
- 27 мая
  - Национальный институт антропологии и истории Мексики обнаружил около 5 тысяч древних наскальных рисунков на 11 стоянках близ мексиканского города Бургос в штате Тамаулипас[114].
  - Российские учёные нашли хорошо сохранившегося мамонта с незамерзающей при −17 °C кровью[115].
- 30 мая — учёные Стэнфордского университета объявили об изобретении нового типа воздушно-цинковых аккумуляторов, превосходящих по основным эксплуатационным характеристикам литий-ионные[116].

### Июнь
- 1 июня — в 5,8 млн километров от Земли пролетел астероид 1998 QE2 с собственным спутником[117].
- 4 июня — Китай создал самый мощный в мире суперкомпьютер Тяньхэ-2, обойдя США[118].
- 11 июня — с космодрома Цзюцюань запущен китайский космический корабль Шэньчжоу-10. В составе экипажа Чжан Сяогуан, Не Хайшэн и женщина-тайконавт Ван Япин[119].
- 18 июня — в проекте добровольных распределённых вычислений PrimeGrid открыто простое число Прота 2145×21099064+1 (330 855 цифр)[120].
- 24 июня — россиянин разработал технологию, которая сможет обеспечить мобильные устройства бесплатным интернетом[121].
- 27 июня — в США запущен спутник IRIS, предназначенный для изучения Солнца в инфракрасном диапазоне[122].

### Июль
- 1 июля — в России создано устройство, реализующее квантовый бит — кубит, а также измерено его состояние, что необходимо для построения квантового компьютера. Это измерение было произведено в лаборатории университета МИСиС совместно с научно-исследовательской организацией Российский квантовый центр[123].
- 4 июля — марсоход «Кьюриосити» обнаружил на Марсе следы древнего озера, в котором предположительно могла существовать жизнь[124][125].
- 7 июля — опубликованы результаты моделирования динамики звёздного потока Сироты, полученные в проекте добровольных распределённых вычислений MilkyWay@Home[126][127].
- 10 июля — данные, полученные спутником IBEX, подтвердили наличие плазменного хвоста Солнечной системы[128][129].
- 11 июля — Вячеслав Муханов и Алексей Старобинский стали лауреатами премии Грубера по космологии за 2013 год за их вклад в создание стандартной космологической модели[130].
- 15 июля — объявлено об открытии четырнадцатого спутника Нептуна[131].

### Август
- 6 августа — учёные из Великобритании впервые обнаружили ядовитость у ракообразных— рачков ремипедий[132]. Группа исследователей сообщила, что яд ремипедий содержит энзимы, а также нейротоксин, подобно яду пауков[133].
- 18 августа — в рамках проекта добровольных распределённых вычислений yoyo@home запущен подпроект Odd Weird Search, целью которого является поиск нечётных странных чисел[134].
- 19 августа — астрономы Массачусетского технологического института обнаружили экзопланету, одну из самых «быстрых» известных планет земной массы, которая делает полный оборот вокруг своей звезды за 8,5 часов. Планета была названа Kepler 78b[135].
- 28 августа — в Массачусетском технологическом институте разработали 110-ядерный процессор для мобильных устройств[136].
- 30 августа — в проекте добровольных распределённых вычислений PrimeGrid открыто факториальное простое число 147855!−1 (700 177 цифр)[137].

### Сентябрь
- 5 сентября — завершён проект добровольных распределённых вычислений sudoku@vtaiwan[138]. По результатам расчётов, длившихся 2 года и 8 месяцев, подтверждено, что однозначно решаемой Судоку с 16 подсказками не существует.
- 7 сентября — старт аппарата LADEE, предназначенного для изучения лунной атмосферы и пылевого окружения её орбиты[139].
- 12 сентября
  - Учёные Орегонского университета (США) создали вакцину от обезьяньего СПИДа. Предполагается, что новый препарат поможет в дальнейшем в создании вакцин от вируса, вызывающего иммунодефицит человека[140].
  - Космический аппарат Вояджер-1 вышел в межзвёздное пространство, став первым аппаратом в истории человечества, покинувшим пределы Солнечной системы[141].
- 17 сентября — учёные из Лаборатории Джексона[англ.] (США) сообщили о создании молекулы, способной провоцировать самоуничтожение раковых клеток. По их словам, разработанная ими технология безопаснее и эффективнее применяемой сегодня химиотерапии[142].

### Октябрь
- 23 октября — астрономы Техасского университета в Остине подтвердили, что галактика z8 GND 5296 является наиболее удалённой (расстояние от Земли 30 млрд световых лет из-за расширения Вселенной)[143] и древней галактикой из когда-либо обнаруженных. Галактика сформировалась 700 млн лет после Большого взрыва, когда Вселенной было около 5 процентов от своего текущего возраста в 13,798 млрд лет[144].

### Ноябрь
- 5 ноября
  - Индия отправила к Марсу свой первый космический зонд «Мангальян»[145].
  - Обнаружена самая большая космическая структура во Вселенной. Структура, представленная в виде группы галактик по размерам превышает в два раза предыдущего рекордсмена — Громадную группу квазаров — кластер из 73 квазаров, размером в четыре миллиарда световых лет. Новая находка также в 6 раз больше, диаметра стены галактик — Великой стены Слоуна, составляющей 1,4 миллиарда световых лет[146].
- 18 ноября — запуск автоматической межпланетной станции MAVEN к Марсу для исследования его атмосферы[147].
- 26 ноября — в проекте добровольных распределённых вычислений Einstein@Home в ходе анализа данных с гамма-телескопа GLAST открыты 4 гамма-пульсара (J0554+3107, J1422-6138, J1522-5735, J1932+1916)[148][149][150][151].
- При прохождении перигелия полностью распалось ядро кометы C/2012 S1 (ISON)[152]. Ожидалось, что комета могла стать Большой кометой 2013 года, а также самой яркой кометой первой половины XXI века[153][154].

### Декабрь
- 1 декабря — Китай с космодрома Сичан запустил к Луне космический зонд Чанъэ-3 с луноходом[155].
- 4 декабря — в проекте добровольных распределённых вычислений PrimeGrid открыто простое число 173198×51457792−1 (1 018 959 цифр), позволяющее исключить k=173198 из рассмотрения в рамках проблемы Серпинского — Ризеля по основанию 5, непроверенными остаются ещё 88 k[156].
- 11 декабря — успешно проведена первая коррекция траектории индийского зонда Мангальян, направляющегося к Марсу[157].
- 12 декабря — исследователи добились пятикратного увеличения продолжительности жизни червя Caenorhabditis elegans, что эквивалентно продлению жизни человека до 400—500-летнего возраста[158].
- 14 декабря
  - Спускаемый аппарат китайской миссии Чанъэ-3 с планетоходом Юйту доставлен на поверхность Луны[159].
  - Иран во второй раз отправил обезьяну в суборбитальный полёт. По сообщению агентства IRNA, примат по кличке Фаргам провёл на высоте 120 километров около 15 минут[160]. Впервые была опробована ракета-носитель с жидким топливом[161].
- 19 декабря
  - На орбиту выведен космический телескоп Gaia[162].
  - Американскими астрономами обнаружен новый тип сверхновых[163]
- 20 декабря — опубликована статья, в которой астрономы предлагают новый способ определения массы экзопланет[164].
- 25 декабря — в проекте добровольных распределённых вычислений PrimeGrid открыто простое число Ризеля 40597×26808509−1 (2 049 571 цифра), позволяющее исключить k=40597 из рассмотрения в рамках проблемы Ризеля, непроверенными остаются ещё 52 k[165]. Открытое число является самым большим простым числом Ризеля на данный момент.
- 28 декабря — первый старт новой лёгкой российской ракеты-носителя космического назначения «Союз-2.1В» с космодрома Плесецк[166].
- 31 декабря — в Краснодаре[167] завершена эксплуатация последнего в мире троллейбусного поезда[168][169] изобретателя Владимира Веклича[170].

## Награды

### Нобелевские премии
- Физика — Питер Хиггс и Франсуа Энглер — «За теоретическое обнаружение механизма, который помогает нам понимать происхождение массы субатомарных частиц, существование которого было доказано обнаружением предсказанной элементарной частицы в ЦЕРН».
- Медицина и физиология — Джеймс Ротман, Рэнди Шекман, Томас Зюдхоф — «За исследование механизмов, регулирующих везикулярный транспорт (перенос веществ внутри мембранных пузырьков)»[171].
- Химия — Мартин Карплус, Майкл Левитт, Арье Варшель — «За развитие многомасштабных моделей[англ.] сложных химических систем»[172].
- Литература — Элис Манро[173].
- Премия мира — Организация по запрещению химического оружия[174].
- Экономика — Юджин Фама, Петер Хэнсен, Роберт Шиллер — «За работы по эмпирическому анализу цен на активы»[175].

### Премия Бальцана
- История: Андре Воше (Франция)
- Социология: Мануэль Кастельс (Испания-США)
- Информатика и коммуникации: Ален Аспе (Франция)
- Медицина: Паскаль Коссар

### Физика
- Премия Мильнера[176]
  - Стивен Хокинг — за открытие хокинговского излучения чёрных дыр и его глубокий вклад в исследование квантовой гравитации и квантовых процессов в ранней Вселенной.
  - Учёные ЦЕРНа.: Питер Дженни, Фабиола Джианотти, Мишель делла Негра, Теджиндер Сингх Вирди, Гвидо Тонелли, Джо Инкандела, Лин Эванс — за ведущую роль в научном проекте, приведшем к открытию частицы, похожей на бозон Хиггса.
  - Александр Маркович Поляков — за открытия, сделанные в теории поля и теории струн, а также открытие монополей в калибровочных теориях с определённой схемой нарушения симметрии, инстантонов, теории струн в некритических измерениях, открытие калибровочно-струнного соответствия и многое другое[177].
  - Чарльз Кейн, Лоуренс Моленкамп, Чжан Шоучэн — за теоретическое предсказание и экспериментальное открытие топологических изоляторов[178].
  - Джозеф Полчински — за вклад в различные области теории поля и теории струн. Его открытие D-бран позволило по-новому взглянуть на теорию суперструн и квантовой гравитации и привело к открытию AdS/CFT-соответствия[178].
  - Никлас Бейсерт[нем.] — за разработку точных методов описания калибровочных полей и их связь с теорией струн[179].
  - Давиде Гайотто[нем.] — за далеко идущие новые взгляды на дуальность калибровочной теории и геометрии, и особенно за его работу, связывающую неожиданным образом теории различных размерностей[179].
  - Зохар Комаргодски — за работы по теории динамики поля для четырёхмерного случая[179].
- Медаль Нильса Бора
  - Ален Аспе, физик, Франция[180].

### Математика
- Абелевская премия
  - Пьер Делинь — «за революционный вклад в алгебраическую геометрию, который трансформировал теорию представлений, теорию чисел и многие смежные области».

### Информатика
- Премия Кнута — Гари Миллер.
- Премия Тьюринга — Лесли Лэмпорт — «за фундаментальный вклад в теорию и практику распределённых и взаимодействующих систем, отмеченный открытием таких понятий, как причинность и логические часы, безопасность и живучесть, реплицируемые автоматы, последовательная согласованность данных»[181].

### Большая золотая медаль имени М. В. Ломоносова
- Фаддеев Людвиг Дмитриевич — за выдающийся вклад в квантовую теорию поля и теорию элементарных частиц.
- Лакс Питер (Петер) Дэвид — за выдающийся вклад в теорию гидродинамики солитонов[182].

### Премия за прорыв в области медицины
Лауреатами премии 2013 года стали учёные из США, Японии, Италии и Нидерландов
- цитолог Синъя Яманака, директор Центра по исследованию и применению iPS-клеток в Киотском университете — за создание индуцированных стволовых клеток.
- генетик Ханс Клеверс из Института Хюбрехта — за открытие механизма работы сигнального пути Wnt.
- нейробиолог Корнелия Баргманн из Лаборатории нейросетей и поведения Рокфеллеровского университета — за работы по генетике нервной системы и поведения и за изучение механизма образования синапсов.
- генетик Дэвид Ботштейн из Института интегральной геномики Льюиса — Зиглера Принстонского университета — за разработку метода изучения наследственных заболеваний человека при помощи полиморфизмов в ДНК.
- онколог Льюис Кэнтли из Медицинского колледжа Вейла Корнелла Нью-Йоркского пресвитерианского госпиталя.
- цитолог Тития де Ланге из Лаборатории клеточной биологии и генетики Андерсонского центра онкологических исследований Рокфеллеровского университета — за работы по теломерам.
- онколог Наполеоне Феррара из Онкологического центра Мура Калифорнийского университета в Сан-Диего.
- генетик Эрик Лэндер из Массачусетского технологического института — за работы в качестве одного из руководителей проекта «Геном человека».
- онколог Чарльз Сойерс из Медицинского института Ховарда Хьюза (англ. Howard Hughes Medical Institute).
- онколог Берт Фогельштейн из Медицинского института Университета Джонса Хопкинса.
- онколог Роберт Вайнберг из Массачусетского технологического института.

### Разное
- Премия Президента Российской Федерации[187]:
  - Фёдор Игнатов и Корнелий Тодышев — прецизионное исследование свойств элементарных частиц на встречных электрон-позитронных пучках.
  - Андрей Усачёв — за вклад в изучение древнерусской книжности XVI века.
  - Дмитрий Чудаков — создание генетически кодируемых флуоресцентных маркеров для визуализации объектов и процессов в биомедицинских исследованиях.
- Премия Хольберга
  - Бруно Латур, социолог науки, антрополог и философ, Франция[188].
- Международная премия по биологии
  - Джозеф Фельзенштейн — биология эволюции.

## Скончались
- 10 апреля — Роберт Джеффри Эдвардс — британский учёный-физиолог, лауреат Нобелевской премии по физиологии и медицине (2010).
- 19 апреля — Франсуа Жакоб, французский микробиолог и генетик, лауреат Нобелевской премии по физиологии и медицине (1965).
- 4 мая — Кристиан де Дюв, бельгийский цитолог и биохимик, лауреат Нобелевской премии по физиологии и медицине (1974).
- 11 июня — Роберт Фогель, американский экономист, лауреат Нобелевской премии по экономике (1993).
- 21 ноября — Фред Кавли, предприниматель, меценат науки, основатель премии Кавли.
- 1 декабря — Стирлинг Колгейт — американский физик, один из создателей американской водородной бомбы, один из основателей Института Санта-Фе.